# Communauté urbaine de Yaoundé
La communauté urbaine de Yaoundé est une collectivité territoriale décentralisée qui gère sous la tutelle de l’État camerounais, les affaires locales en vue d’assurer le développement économique social et culturel des populations de la ville de Yaoundé. La communauté urbaine est découpée en 7 arrondissements correspondant à autant de communes.

## Historique
Le gouvernement, par la loi no 87-15 du 15 juillet 1987, a transformé Yaoundé en communauté urbaine (eq. commune urbaine à régime spécial). Ce régime dérogatoire supprime la fonction de maire au profit d'un délégué du gouvernement nommé par la présidence.
La loi constitutionnelle du 18 janvier 1996 modifie le régime de la communauté urbaine, qui reste dirigée par un délégué du gouvernement, mais qui crée également 6 communes urbaines d'arrondissement dotées de conseils municipaux élus. Aujourd'hui, Yaoundé compte 7 communes d'arrondissement.
Il faut noter que la loi no 015 du 15 juillet 1987 qui fixait les compétences de la communauté urbaine a été abrogée par la nouvelle loi no 2004 du 22 juillet 2004 fixant les règles applicables aux communes.

## Territoire
La communauté urbaine de Yaoundé couvre une superficie de 297 km2. Son siège actuel est l’hôtel de ville de Yaoundé et ses limites territoriales sont celle du département du Mfoundi.

### Communes d'arrondissement
La communauté urbaine de Yaoundé est composée de sept communes urbaines d’arrondissement :
| Commune d’Arrondissement | Chef-lieu  | Maire (2020-2025)    | Localisation de la mairie                | Habitants (2005) | Superficie (km²) |
| ------------------------ | ---------- | -------------------- | ---------------------------------------- | ---------------- | ---------------- |
| Yaoundé I                | Nlongkak   | Jean Marie Abouna    | Rue Ceper                                | 281 586          | 56,2             |
| Yaoundé II               | Tsinga     | Yannick Ayissi       | boulevard Saint Jean Paul II             | 238 927          | 23,0             |
| Yaoundé III              | Efoulan    | Lucas Owona          | Commissariat                             | 252              | 68,2             |
| Yaoundé IV               | Kondengui  | Bihina Efila Gabriel | Ekounou (Hôtel de ville à côté du Lycée) | 477 350          | 58,8             |
| Yaoundé V                | Essos      | Mballa Augustin      | Hôpital de la CNPS                       | 265 087          | 25,9             |
| Yaoundé VI               | Biyem-Assi | Yoki Onana           | Byemassi (Marché Accacia )               | 268 428          | 22,2             |
| Yaoundé VII              | Nkolbisson | Augustin Tamba       | Carrefour Tsimi                          | 97 997           | 35,3             |

## Administration

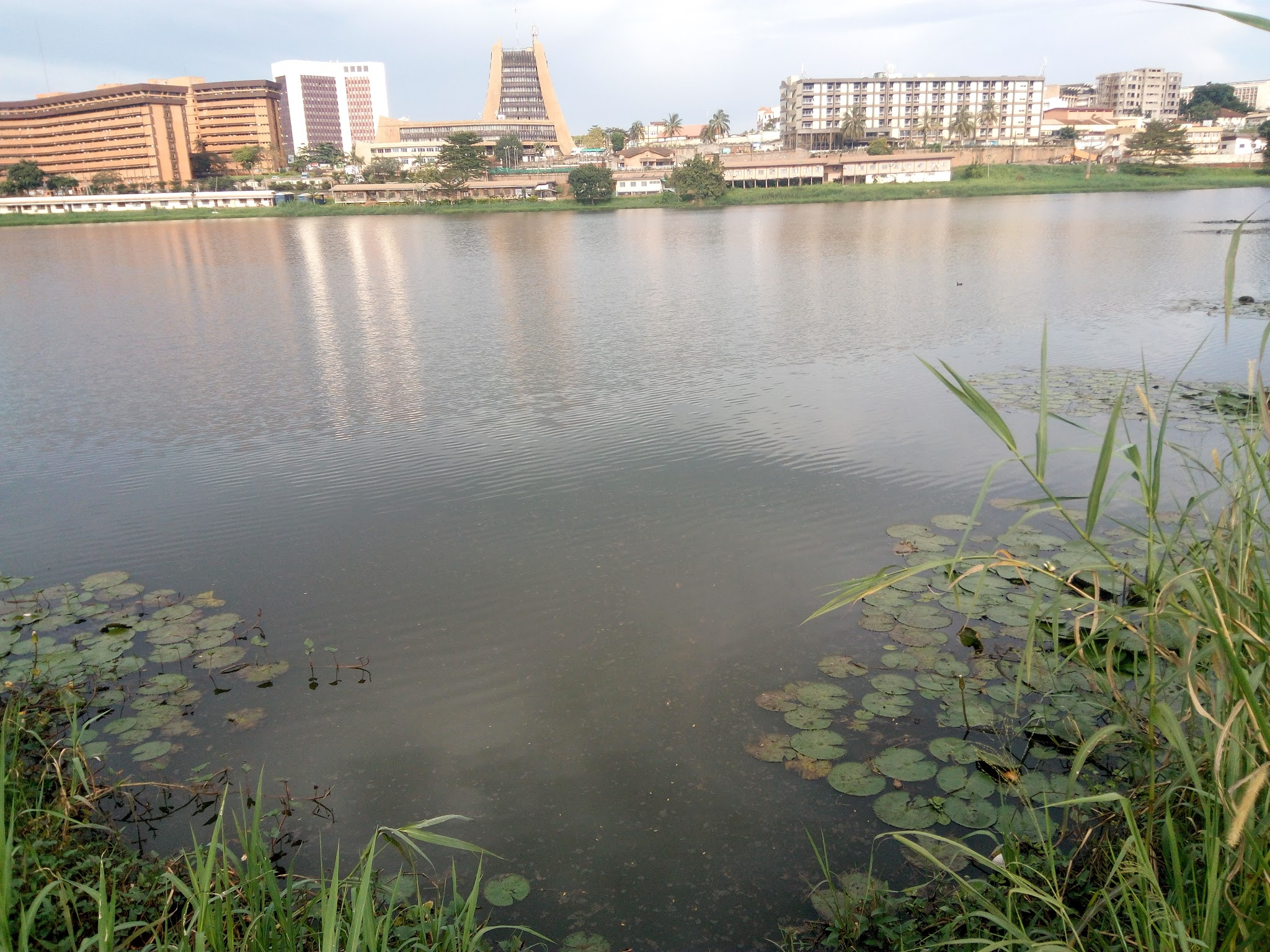
Lac Municipal de Yaoundé

### Organisation politique
Depuis sa création le 24 septembre 1987, la communauté urbaine de Yaoundé exerce ses différentes compétences dans le but d’améliorer les conditions de vie des populations de la ville.
Gestionnaire d’un budget de 21,8 milliards de FCFA pour l’année 2016  elle est organisée autour d’un conseil de communauté présidé par un Délégué du Gouvernement ; il est composé de nombreux membres dont le délégué du gouvernement les maires des communes d'arrondissement et de grands conseillers, répartis en deux grandes commissions
- la commission des grands travaux
- la commission des finances

Les attributions du conseil de communauté sont les suivantes :
- vote du budget
- approbation du compte administratif et du compte de gestion comptable
- autorisations spéciales de recettes et dépenses
- création des établissements publics et de sociétés d’économie mixte d’intérêt communautaire
- adoption de la dénomination des rues et places publiques
- avis sur le plan d’urbanisme et les plans de modernisation et d’équipement
- autorisation des acquisitions d’immeubles
- fixation des emprunts et acceptation des dons et legs

Celles du Délégué du Gouvernement sont :
- la préparation et l’exécution des délibérations du conseil de communauté
- l’organisation et la gestion des services de la communauté
- la gestion du revenu et du patrimoine de la communauté
- la direction des travaux de la communauté

### Compétences
- Les Cascades du MfoundiUrbanisme et Aménagement urbain

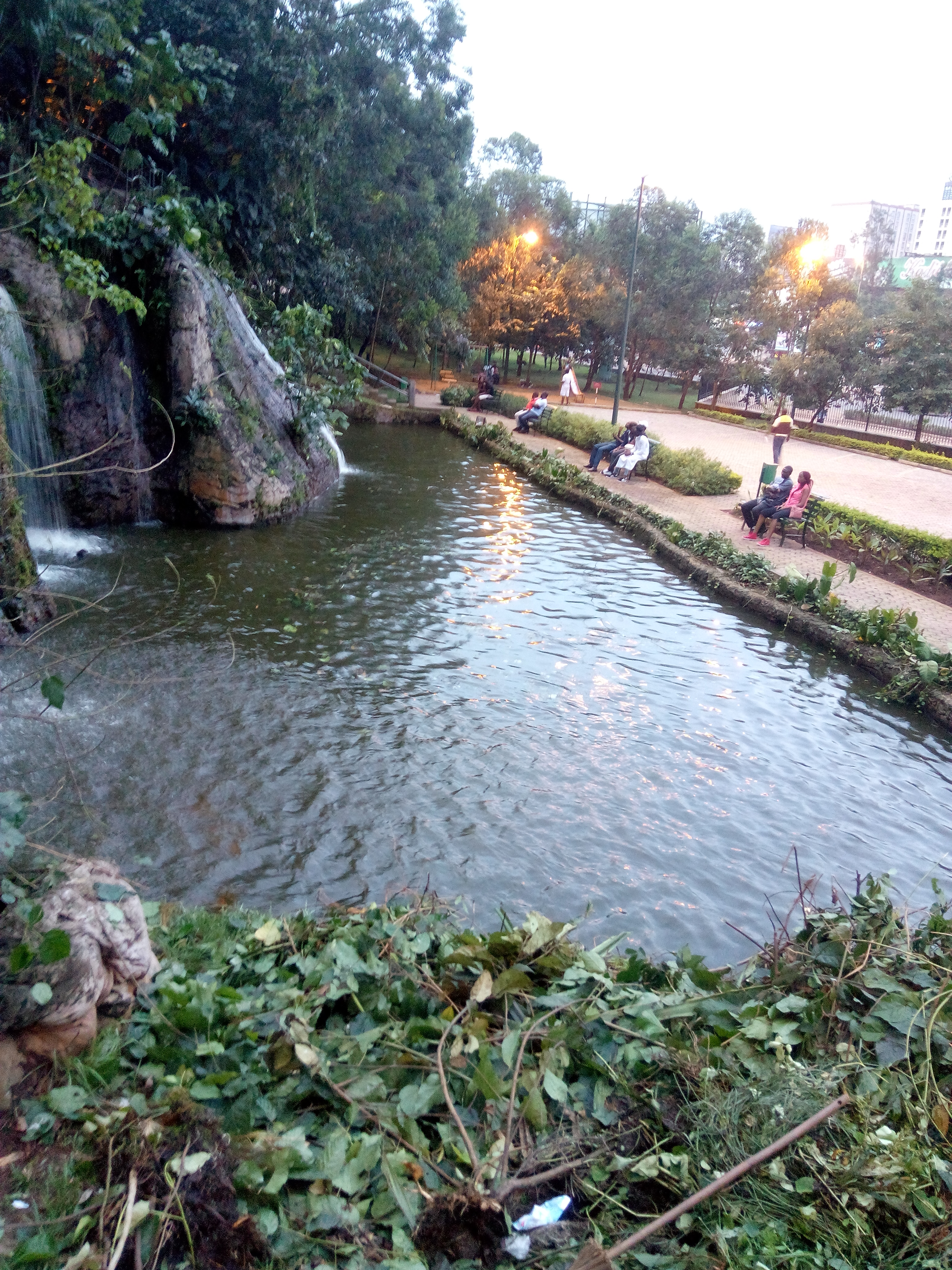
Les Cascades du Mfoundi

- Équipement et Infrastructure d'intérêt communautaire
- Entretien de la voirie principale et signalisation, éclairage public et approvisionnement en eau potable
- Circulation et transport
- Parc public et Parcs de stationnement
- Abattoirs Municipaux
- Marchés et Foires
- Musées Municipaux
- Parcs et Jardins
- Cimetières
- Exécution des mesures foncières et domaniales, et Permis de Construire
- Dénominations des rues, places et édifices publics
- Hygiène et Salubrité
- Création, l'entretien, la gestion des espaces verts, parcs et jardins communautaires

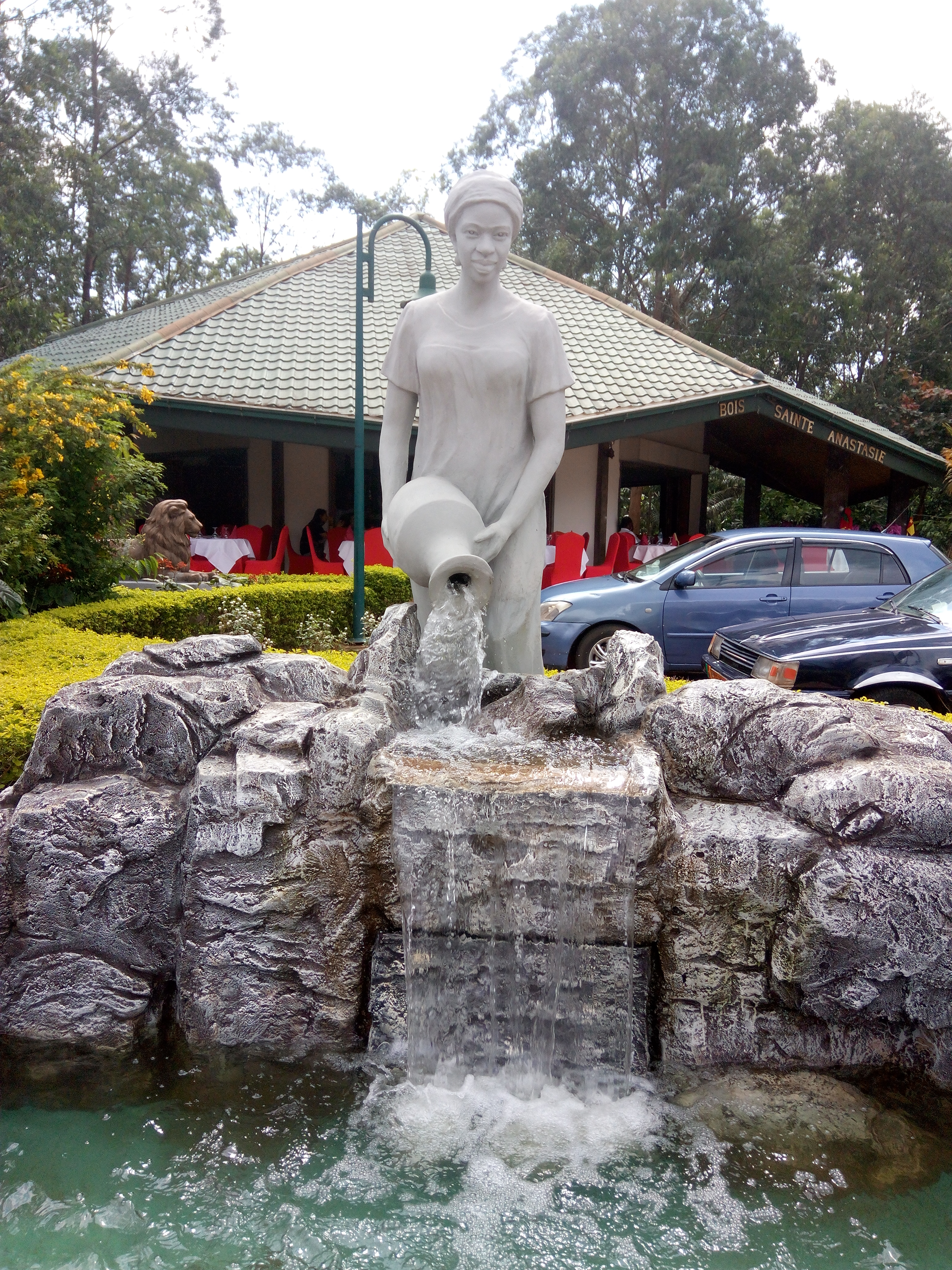
Bois Sainte Anastasie

- Bois Sainte AnastasieLa gestion des lacs et rivières d'intérêt communautaire
- Le suivi et le contrôle de la gestion des déchets industriels
- Le nettoiement des voies et espaces publics communautaires
- La collecte, l'enlèvement et le traitement des ordures ménagères
- Création et la gestion des centres culturels d'intérêt communautaire
- Les plans de circulation et de développement urbains pour l'ensemble du réseau viaire

### Budget
Le budget 2017 de la communauté urbaine de Yaoundé est de 21 820 370 000 FCFA, issu principalement des recettes fiscales et subventions diverses.

#### Origine des ressources
Les recettes proviennent principalement de :
- Les centimes additionnels communaux
- Recettes fiscales
- Le produit des taxes communales
- Le produit d’exploitation des domaines et services